# ژدیرتس ناد دووبراوو
ژدیرتس ناد دووبراوو (به لاتین: Ždírec nad Doubravou) یک منطقهٔ مسکونی در جمهوری چک است که در شهرستان هاولیچکوف برود واقع شده‌است. ژدیرتس ناد دووبراوو ۲۶٫۷۴ کیلومتر مربع مساحت و ۳٬۱۷۴ نفر جمعیت دارد و ۵۴۵ متر بالاتر از سطح دریا واقع شده‌است.